# Мала Волиця
Мала́ Воли́ця (колишня назва Волиця) — село в Україні, у Вільшанській сільській територіальній громаді Житомирського району Житомирської області. Населення становить 286 осіб.

## Географія
На північній околиці села річка Червона Руда впадає у Тетерівку.

## Історія
У 1906 році Волиця Мала, село Янушпільської волості Житомирського повіту Волинської губернії. Відстань від повітового міста 65 верст, від волості 3. Дворів 103, мешканців 677.
Колишній орган місцевого самоврядування — Маловолицька сільська рада.

## Відомі люди
- Красноголовець Олександр Олександрович (1991—2015) — сержант Збройних сил України, учасник російсько-української війни.

## Галерея

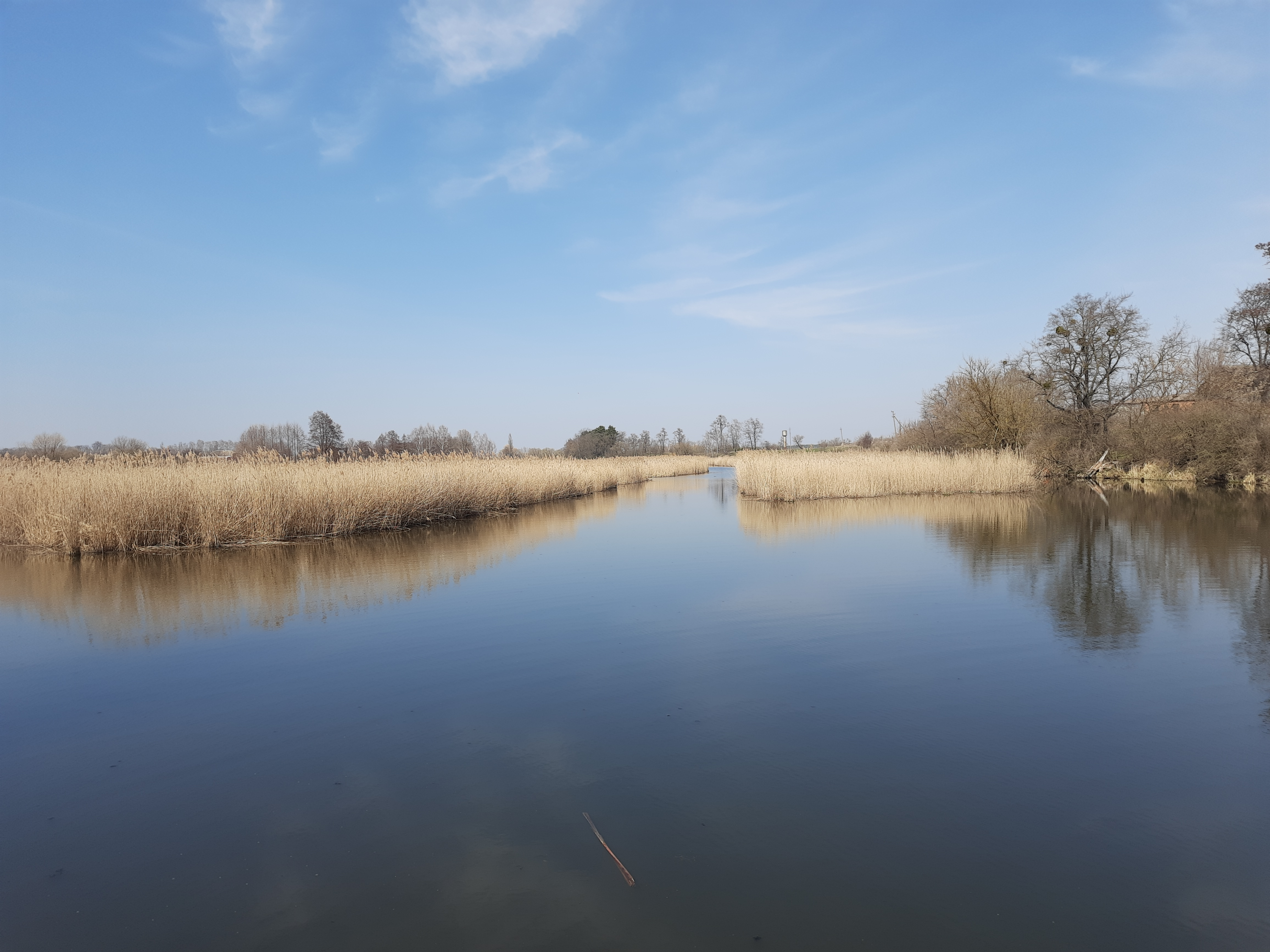
Став біля села
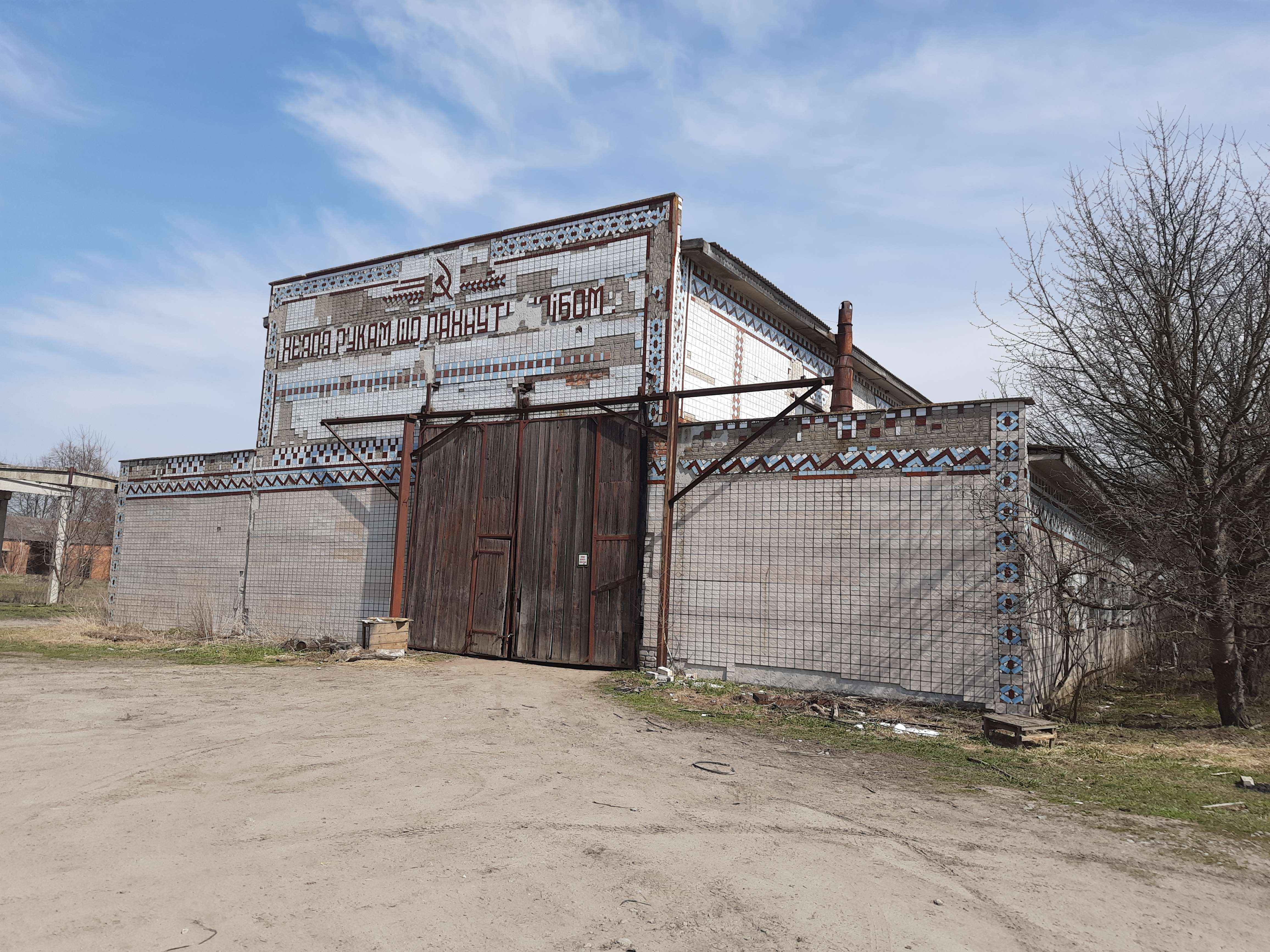
Колишній польовий стан